# Wittgensteiner Zeitung

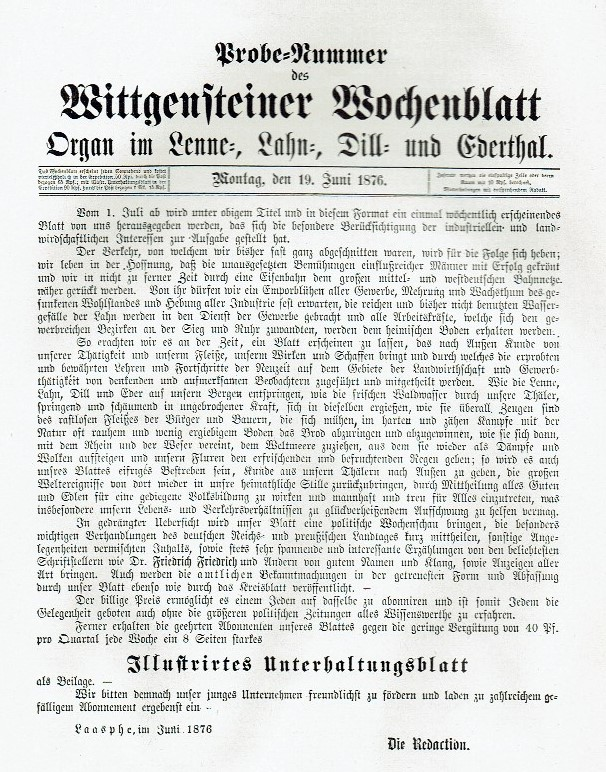
Probe-Nummer des Wittgensteiner Wochenblatts vom 19. Juni 1876

Die Wittgensteiner Zeitung war eine regionale Wochenzeitung, die erstmals 1876 in Laasphe herausgegeben wurde und später als erste Tageszeitung im Kreis Wittgenstein erschien.

## Gründung
Der Herausgeber Ernst Schmidt I (1835–1917), Sohn des Zimmermanns und zeitweiligen Schlosssoldaten Jost Schmidt und seiner Ehefrau Christiane geb. Werner, wuchs in Laasphe auf und absolvierte ab 1849 eine vierjährige Lehre als Lithograf in Siegen. Nach seiner Ausbildung arbeitete er mehrere Jahre als Drucker in Wuppertal. 1861 kehrte Schmidt nach Wittgenstein zurück und siedelte sich in Laasphe an. Mit der Anschaffung einer Steindruckpresse begründete er hier seinen Druckereibetrieb, den er kontinuierlich ausbaute. Zu seinen Hauptauftraggebern zählten Behörden, die fürstliche Verwaltung und einige Hüttenwerke im Umkreis von Laasphe. Der Betrieb avancierte in den nächsten Jahren zur Fürstlichen Hofdruckerei der auf Schloss Wittgenstein ansässigen Adelsfamilie. 
Nach 15 Jahren erfolgreichen Wirkens konnte Schmidt ein Projekt angehen, das ihn damals zur Rückkehr in die Heimat motiviert hatte: Mit seiner Probenummer vom 19. Juni 1876 gab Ernst Schmidt erstmals eine Zeitung heraus, die zunächst unter dem Namen Wittgensteiner Wochenblatt. Organ im Lenne=, Lahn=, Dill= und Ederthal erschien und auf Anhieb eine große Anzahl von Abonnenten werben konnte. Ab 1. Juli 1876 erschien die Zeitung in direkter Konkurrenz zum in Berleburg erscheinenden Wittgensteiner Kreisblatt wöchentlich am Samstag. Als Beilage wurde gegen geringen Aufpreis ein Illustriertes Unterhaltungsblatt gedruckt. Die Auflagenhöhe betrug knapp 1000 Zeitungen pro Ausgabe und fand auch unter ehemaligen Wittgensteinern, die sich im Siegerland, Bergischen Land und im Ruhrgebiet niedergelassen hatten, interessierte Abnehmer. 

## Inhalte und Erscheinungsverlauf

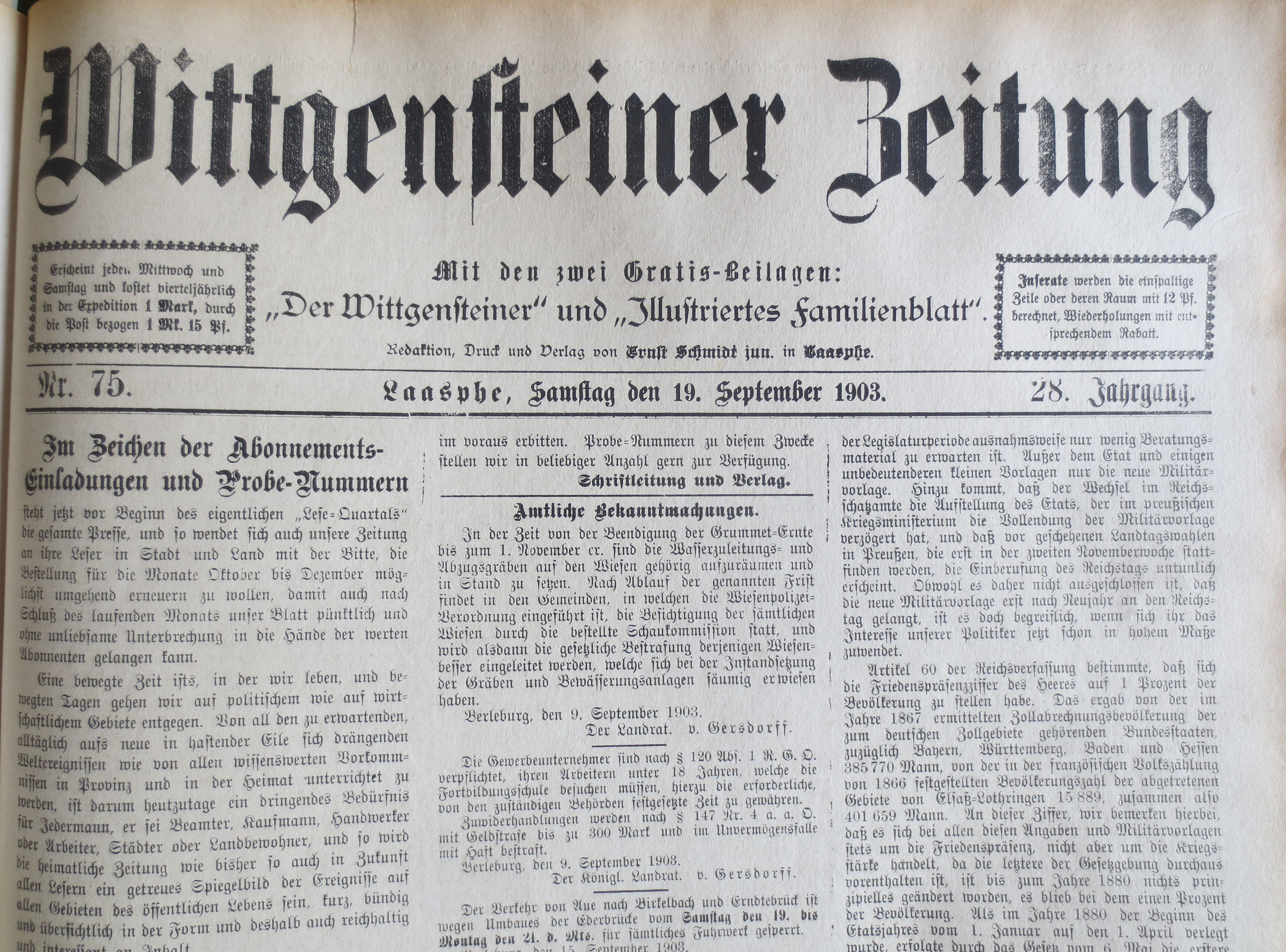
Wittgensteiner Zeitung vom 23. September 1903

Eine kurze politische Wochenschau, wichtige Verhandlungen des Reichstages und des Preußischen Landtages, Abdruck von Fortsetzungserzählungen beliebter Schriftsteller, die Veröffentlichung amtlicher Bekanntmachungen, Übernahme von Berichten einiger Korrespondenzbüros, Nachdruck fremder Zeitungsberichte und das Ergebnis eigener Recherchen bei lokalen Themen waren neben dem Abdruck von Annoncen der wesentliche Inhalt der Zeitung. Im Laufe der Jahre wurde die lokale Berichterstattung deutlich ausgebaut und eine Vielzahl heimatgeschichtlicher Themen aufbereitet.
Am 1. Oktober 1894, mit dem Einzug in den Neubau in der Bahnhofstraße und der damit einhergehenden Betriebserweiterung, wurde das Wochenblatt in Wittgensteiner Zeitung umbenannt und erschien nunmehr zweimal pro Woche, mittwochs und samstags. Vom 1. April 1919 an wurde die Zeitung dreimal pro Woche gedruckt; ab 1. April 1928 erschien die Wittgensteiner Zeitung mit einer Auflage von 5000 Exemplaren täglich und war damit die erste Tageszeitung im Kreis Wittgenstein. 1924 fusionierte sie mit der 1893 ebenfalls von Ernst Schmidt gegründeten Erndtebrücker Zeitung. In der NS-Zeit geriet die Zeitung mehr und mehr unter politischen Druck, konnte sich aber im Gegensatz zum Wittgensteiner Kreisblatt, das bereits 1933 sein Erscheinen zugunsten der Wittgensteiner Nationalzeitung einstellen musste, noch zehn Jahre länger halten. Als sämtliche Mitarbeiter des Laaspher Zeitungsverlags und der Druckerei in andere Betriebe dienstverpflichtet wurden und die Wehrmacht den damaligen Inhaber Ernst Schmidt III (1894–1959) zum Militärdienst einzog, musste die Herausgabe der Wittgensteiner Zeitung zum 31. März 1943 endgültig eingestellt werden.

## Nachgeschichte
Der Zeitungsname verschwand zunächst für sechs Jahre, tauchte aber dann in einer neuen Zeitung wieder auf: Die Westfalenpost verwendet bereits seit 1949 auf ihrer Titelseite den Begriff Wittgensteiner Zeitung für ihre Regionalausgabe Wittgenstein. Zuvor begann sie 1946 ihre Regionalausgabe mit dem Titel Wittgensteiner Nachrichten, der sich jedoch nicht durchsetzte.  Die Druckerei Ernst Schmidt, in der seit ihrer Gründung eine Vielzahl regionalhistorischer Veröffentlichungen hergestellt wurden, verblieb in Familienbesitz und wurde bis 2004 fortgeführt. Die Urenkel des Firmengründers ließen das damalige Inventar unverändert und präsentieren die historische Druckerei jährlich an einem Tag der offenen Tür.

## Überlieferung
Die Wittgensteiner Zeitung ist neben ihrer Vorgängerversion weitgehend vollständig archiviert. Das Stadtarchiv Bad Laasphe verfügt über die Jahrgänge 1888 bis 1892 (ohne 1890) des Wittgensteiner Wochenblatts und die Jahrgänge von 1897 bis 1942 der Wittgensteiner Zeitung. In einem Bestandsverzeichnis westfälischer Zeitungen finden sich weitere Nachweise in Dortmund.